# Voetbalkampioenschap van Harburg-Lüneburg 1919/20
In 1919/20 werd het twaalfde voetbalkampioenschap van Harburg-Lüneburg gespeeld, dat georganiseerd werd door de Noord-Duitse voetbalbond. FC Borussia 04 Harburg werd kampioen. De club plaatste zich voor de Noord-Duitse eindronde en versloeg op weg naar de finale Schweriner FC 03, Eintracht Braunschweig en Kieler SV Holstein. In de finale verloor de club van Arminia Hannover. 
Na dit seizoen werd de competitie opgeheven. De voetbalbond organiseerde enkele nieuwe formulies totdat in 1922 de clubs weer terechtkonden in het nieuwe kampioen van Noord-Hannover. 

## Eindstand
| Plaats | Club                            | Wed. | W | G | V | Saldo | Ptn |
| ------ | ------------------------------- | ---- | - | - | - | ----- | --- |
| 1.     | FC Borussia 04 Harburg          |      |   |   |   |       |     |
| 2.     | VfR 1907 Harburg                |      |   |   |   |       |     |
| 3.     | FC Normannia 06 Harburg         |      |   |   |   |       |     |
| 4.     | Hertha 09 Harburg               |      |   |   |   |       |     |
| 5.     | Wilhelmsburger FC Viktoria 1910 |      |   |   |   |       |     |

|  | Kampioen |